# Bitwa pod Canossą
Bitwa pod Canossą – starcie zbrojne, które miało miejsce w roku 1092, podczas trzeciej wyprawy Henryka IV do Włoch. W bitwie tej, stoczonej pod murami zamku Canossy, wojska Matyldy toskańskiej, stronniczki papieża Urbana II, pokonały oddziały cesarskie. Zapoczątkowało to powolny odwrót cesarza z Toskanii.

## Tło konfliktu
W 1077 roku to właśnie w zamku Canossa, siedzibie Matyldy toskańskiej, doszło do słynnego spotkania papieża i cesarza. Po śmierci papieża Grzegorza VII w 1085, jako jego najważniejsza stronniczka, Matylda znalazła się w niekorzystnym położeniu – poza słabnącym poparciem papiestwa doskwierał jej w szczególności brak funduszy. W pewnym momencie zmuszona była nawet do przetopienia złotych i srebrnych przedmiotów, ofiarowanych na budowę kościoła w Canossie. Korzystając z sytuacji, cesarz Henryk IV wkroczył w kwietniu 1090 do Włoch i w przeciągu roku zepchnął siły Matyldy na południe od linii Padu. W październiku 1092 roku cesarz przekroczył tę rzekę i rozpoczął oblężenie twierdzy Monteveglio. Tutaj poniósł pierwszą klęskę w tej kampanii, na tyle znaczącą, że zaproponował Matyldzie warunki pokojowe. Żądał uznania przez nią antypapieża Klemensa III jako warunku przerwania walk. Propozycja została odrzucona, w tej sytuacji Henryk IV przegrupował swoje wojska w kierunku Parmy, jednocześnie atakując samo miasto Canossa.

## Bitwa pod Canossą
Przebieg bitwy znany jest z opisów naocznego świadka, mnicha Donizego z Canossy, autora „Vita Mathildis comitissae metrica”. Prawdopodobnie Matyldzie udało się wycofać większość wojsk z miasta jeszcze przed przybyciem cesarza. Następnie, wykorzystując element zaskoczenia i znajomość terenu, okrążyła ona przeciwnika. Opis Donizego wspomina również o "cudownej", gęstej mgle, maskującej ruchy stronników Matyldy. Tego typu zjawisko pogodowe nie jest jednak niczym niezwykłym w tamtych rejonach. Możliwe, że w czasie bitwy zdobyto sztandar cesarski.

## Konsekwencje
Cesarz Henryk IV zmuszony został do odwrotu, a ścigające go wojska Matyldy odzyskały wcześniej utracone tereny. Dzięki temu antypapież Klemens III nie mógł dotrzeć do Rzymu, a popierany przez Matyldę Urban II dotarł tam nie niepokojony, zasiadając na Stolicy Piotrowej po raz pierwszy od swojego wyboru w 1088 roku. Po przegranej bitwie Henryk IV zaczął również tracić poparcie wśród swoich zwolenników, a jego syn Konrad wystąpił przeciw niemu.